# 髙野徹
髙野 徹（たかの とおる、1962年 - ）は、日本の甲状腺専門医師、医学博士。専門は甲状腺がんの分子病理学。りんくう総合医療センター甲状腺センター長兼大阪大学特任講師。

## 人物
新潟県立佐渡高校出身。東京大学理学部天文学科卒業後、大阪大学医学部に学士入学、同大学院修了。大阪大学講師を経て、りんくう総合医療センター甲状腺センター長兼大阪大学特任講師。 2017年から2019年まで福島県県民健康調査検討委員会委員・甲状腺評価部会部会員。2000年に従来の多段階発がん説に変わる甲状腺がんの発がん理論として、発生学との関連性に注目した芽細胞発がん説を提唱。日本甲状腺学会甲状腺専門医、日本甲状腺学会七條賞受賞。2019年から2022年までヨーロッパ甲状腺学会小児甲状腺腫瘍診療ガイドライン作成委員。若年型甲状腺癌研究会コアメンバー。
 

## 学説・主張など
- 芽細胞発がん説（fetal cell carcinogensis）

甲状腺がんの遺伝子発現プロフィールを世界で最初に報告し、それに基づき、甲状腺がんの発生母地が従来考えられていた甲状腺濾胞上皮細胞ではなく、甲状腺の発生初期にのみ存在する幼弱な胎児性細胞であるとする芽細胞発がん説（fetal cell carcinogenesis）を提唱した。この説は、転移・浸潤能を持っていても成長に限界があるため患者を殺さないSelf-limiting Cancerが存在することを示唆する。このことから導き出された甲状腺がんの自然史のモデルは、甲状腺がんにおける早期診断・早期治療が過剰診断の弊害をもたらすことを予見したものとして国際的に広く知られている。
- 幹細胞危機（stem cell crisis）

悪性度の高い未分化がんは分化がんを合併することが多く、これが分化がんの細胞が未分化がんの細胞に変化する証拠とされてきた。これに対して、未分化がんの発生母地は幹細胞であり、老化した幹細胞が何らかの機序で腫瘍化しているのだとする（幹細胞危機）。合併する分化がんはむしろ未分化がんの発生母地から早い時期に別れたものだとしている。近年の全エクソーム解析のデータはこの仮説を支持している 。この主張は患者を殺すようながんは幹細胞からしか発生しない、とした近年のBert Vogelsteinらの主張と一致しているとしている 。
- 甲状腺超音波検査について

無症状の若年者に対する甲状腺超音波検査で検出されるのはSelf-limiting Cancerであり、早期診断は有害無益であるので避けるべきだとしている。
 

## 論文
- Gene expression profiles in thyroid carcinomas. Takano T, et al. Br J Cancer, 83: 1495-1502, 2000. [4]
- Fetal cell carcinogenesis of the thyroid: Theory and practice. Takano, T. Semin Cancer Biol, 17: 233-240, 2007.  [5]
- 甲状腺がん発生のメカニズム　3.芽細胞発がん説　石田健二他、　日本原子力学会誌　60: 460-4, 2018. [6]
- Overdiagnosis of juvenile thyroid cancer: Time to consider self-limiting cancer. (perspective) Takano T. J Adolesc Young Adult Oncol 9:286-288, 2020.[7]
- Natural history of thyroid cancer. Takano T. Endocr J 64: 237-244, 2017.[8]
- 2022 ETA Guidelines for the management of pediatric thyroid nodules and differentiated thyroid carcinoma[12]

## 著書
- 『福島の甲状腺検査と過剰診断－子どもたちのために何ができるかー』高野徹、緑川早苗、大津留晶、菊池誠、児玉一八（あけび書房）2021.8 [1]
- 『科学リテラシーを磨くための７つの話―新型コロナからがん、放射線まで』一ノ瀬正樹、児玉一八、小波秀雄、髙野徹、高橋久仁子、ナカイサヤカ、名取宏（あけび書房）2022.3[13]

## インタビュー等
- 論座 「子供や若者の甲状腺がんの早期発見は有害無益である　過剰診断問題について公正で開かれた議論を」　2021年08月24日　髙野徹　りんくう総合医療センター甲状腺センター長／大阪大学特任講師[11]。
- 福島レポート 「医師の知識と良心は、患者の健康を守るために捧げられる――福島の甲状腺検査をめぐる倫理的問題」髙野徹氏インタビュー / 服部美咲　2018.05.12[14]
- 福島レポート　SYNODOS　悲劇をこれ以上拡大させないために――『福島の甲状腺検査と過剰診断　子どもたちのために何ができるか』（あけび書房）高野徹（著者）医師　2021.11.02[15]
- 過剰診断で悲しむ人をゼロにしたい 福島原発事故の教訓から　対談・座談会髙野徹，緑川早苗，服部美咲2021.02.15 週刊医学界新聞(通常号)：第3408[2]